# From the World of John Wick: Ballerina
From the World of John Wick: Ballerina er en amerikansk film fra 2025 instrueret af Len Wiseman.

## Medvirkende
- Ana de Armas som Eve Macarro
- Anjelica Huston
- Gabriel Byrne
- Lance Reddick som Charon
- Norman Reedus som Daniel Pine
- Ian McShane som Winston Scott
- Keanu Reeves som John Wick